# Fort de Cognelée
Le fort de Cognelée est l'un des 9 forts construit entre 1888 et 1892 autour de Namur en Belgique conjointement à ceux de Liège afin de défendre la neutralité du pays contre les velléités françaises ou allemandes qui étaient susceptibles d'emprunter la vallée de la Meuse pour s'envahir. Tous ces forts ont été conçus par le général Henri Alexis Brialmont et mettent en œuvre un béton non armé, matériau assez novateur à l'époque. Il est positionné au nord-nord-est de la ville.

## Histoire

### La Première Guerre mondiale
A partir du 20 aout 1914, le fort a fait l'objet d'intenses bombardements par l'artillerie allemande, alors que le roi Albert a fait se replier une grande partie des troupes de campagne vers Anvers deux jours plus tôt, suite à la prise complète de Liège et de sa ceinture de forts. 
L'armée allemande a appris à ses dépends à Liège que la prise des forts par l'infanterie était couteuse en hommes et qu'il était préférable de commencer par mettre en batterie les pièces de siège les plus lourdes (notamment des grosses Bertha, obusiers de calibre 420 mm, soit deux fois la taille de munition prise en compte pour dimensionner le blindage des forts) qui disposent d'une portée supérieure à celle des plus gros cannons des forts, qui s'en trouvent donc incapables de riposter. 
L'ennemi ne dispose toutefois pas de beaucoup d'obusiers de siège, et il souhaite avancer au plus vite vers la France pour éviter que cette dernière ne puisse repositionner ses forces (massées principalement le long de la frontière franco-allemande). L'ennemi envoie donc tout de même son infanterie sous le feu des forts affaiblis dès le 22 aout pour tenter une percée entre les ouvrages de Cognelée et de Marchovelette, qui vient de tomber. Certaines unités ont déjà dépassé Namur vers l'ouest, mais prendre la ville doit permettre de sécuriser les voies de communication et d'approvisionner le front. Les obusiers allemands finissent par neutraliser l'ensemble des tourelles de Cognelée qui se rend le 23 aout.

### Les hangars à Zeppelin de l'armée allemande

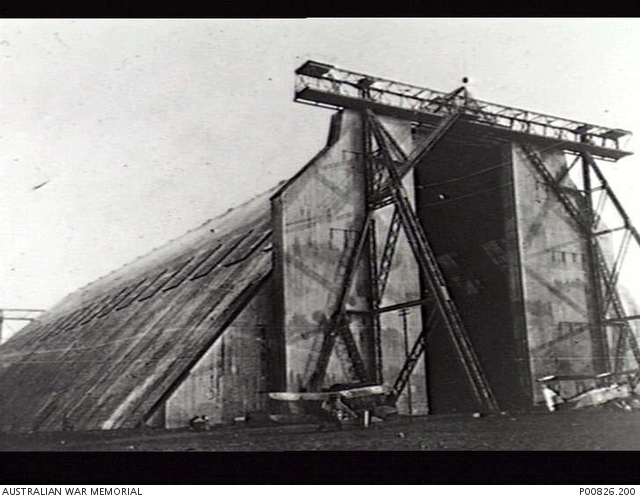
L'un des hangars à Zeppelin de Cognelée

La ville à peine tombée, l'état major allemand choisi le site du fort de Cognelée pour y construire trois hangars à dirigeables. La proximité de la voie ferrée (Ligne Namur - Tirlemont) permet de les approvisionner par le rail. Ces aéronefs peu véloces ont en effet besoin d'abris au plus près du front. Ces immenses entrepôts à la section triangulaire ne sont pas blindés, mais ils résisteront tout de même jusqu'à la fin de la guerre. A contrario, les dirigeables sont particulièrement vulnérables aux tirs isolés à basse altitude (phases de décollage et d'atterrissage). Deux d'entre eux sont nottamment abattusnon loin de leur port d'attache en 2016.

### La Seconde Guerre mondiale

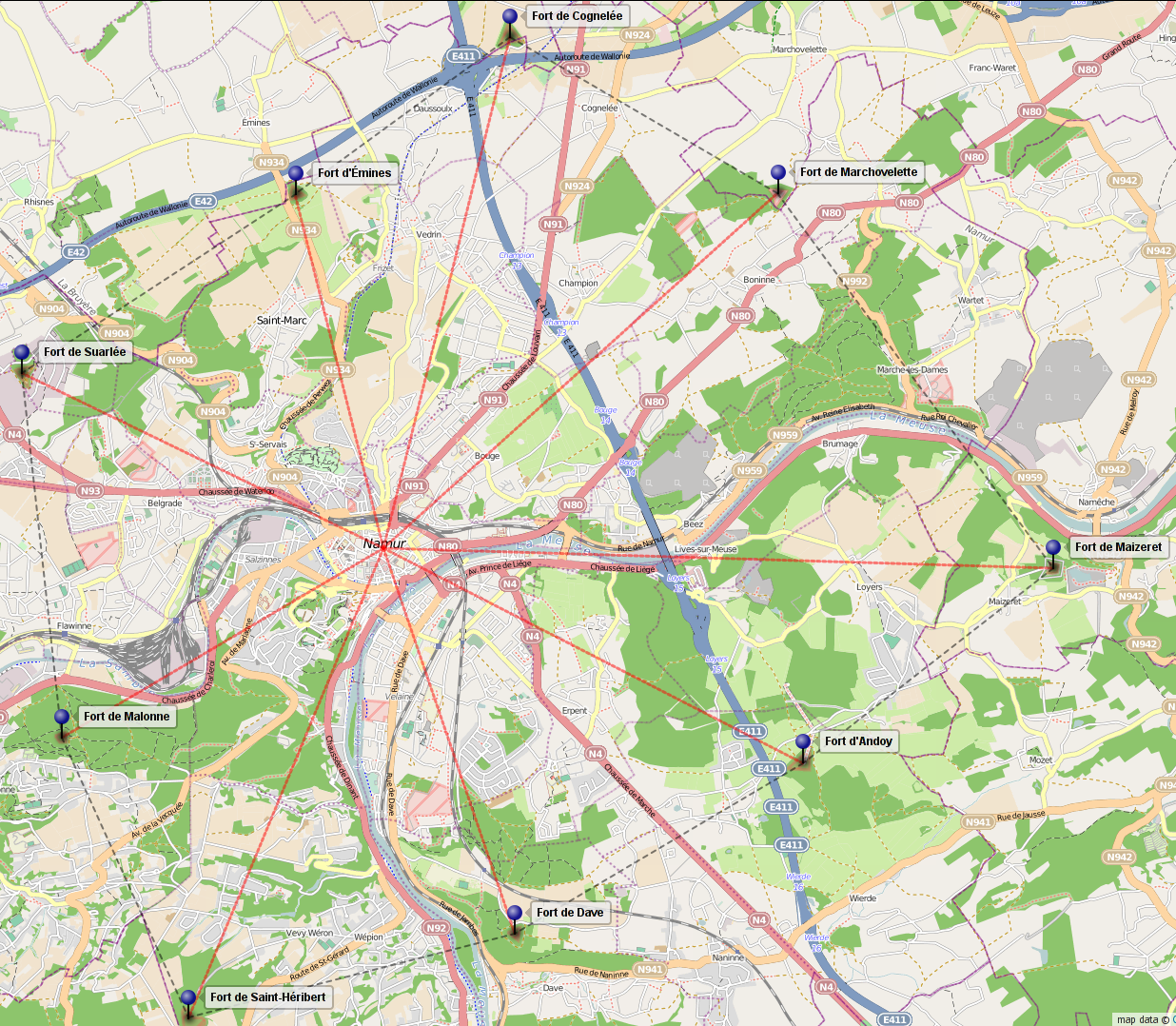
[http://umap.openstreetmap.fr/fr/map/positions-fortifiee-namur_6068 Vue d'ensemble de la position fortifiée de Namur sur uMap

Parmi les 9 forts, Cognelée est l'un des deux bâtiments a ne pas avoir été mis à niveau entre les deux guerres dans le cadre de la position fortifiée de Namur. Il fut utilisé comme entrepôt de munition et faiblement défendu.

## Situation contemporaine
Comme la plupart des forts de Namur, sauf ceux de St Héribert et de Émines, il ne fait pas l'objet d'une mise en valeur muséale. Boisé, il a été un temps utilisé comme terrain de chasse. Revendu à un particulier, il est utilisé épisodiquement pour l'organisation de soirées techno plus ou moins illégales.